# Aegialomys xanthaeolus
Aegialomys xanthaeolus és una espècie de mamífer rosegador de la família dels cricètids. Viu a altituds d'entre 500 i 1.800 msnm a l'Equador i el Perú. Es tracta d'un animal nocturn, terrestre i solitari. Els seus hàbitats naturals són els boscos secs, els deserts, les valls interandines i les lomas. És una espècie en risc mínim, és a dir, no sembla que hi hagi cap amenaça significativa per a la seva supervivència. El seu nom específic, xanthaeolus, significa ‘groguenc’ en llatí.